# Katedra Najświętszego Imienia Jezus w Mumbaju
Katedra Najświętszego Imienia Jezus w Mumbaju – rzymskokatolicka katedra w indyjskim mieście Mumbaj oraz siedziba arcybiskupa Mumbaju i główna świątynia archidiecezji Mumbaju. Katedra znajduje się w rejonie Colaba w południowym Mumbaju. Rezydencja arcybiskupa znajduje się w sąsiedztwie katedry.
Ta katedra została zbudowana w celu zastąpienia starej katedry, która znajdowała się w dzielnicy miasta Bhuleshwar, gdzie znajdują się siedziby kilku chrześcijan. W tym miejscu została sprzedana, a były kościół parafialny Najświętszego Imienia Jezus w Colaba został ustanowiony prokatedrą.
Miejsce tego kościoła jest bardzo blisko miejsca dawnego portugalskiego kościoła Matki Bożej Nadziei lub Nossa Senhora da Esperanca, który został skonfiskowany przez Anglików od Padroado i przekazany propagandowej partii wikariusza apostolskiego Athanasiusa Hartmanna. Kościół Esperanca został zburzony przez propagandystów niedługo potem, i w miejscu obecnego budynku Esperanca, zwanego także Eucharystycznym Centrum Kongresowym, za Katedrą Najświętszego Imienia Jezus został zbudowany dom delegatów na 38. Międzynarodowy Kongres Eucharystyczny w latach 60. XX wieku.
Jest znana ze swych fresków, organów, dużej haftowanej złotej stuły podarowanej przez papieża Jana XXIII, a drugą przez papieża Piusa XII zawierającą czerwony kapelusz podarowany kardynałowi Valerianowi Graciasowi, i dzwon podarowany przez papieża Pawła VI podczas 38. Międzynarodowego Kongresu Eucharystycznego odbywającego się w Mumbaju w 1964 roku.
Jest jedną z dwóch najbardziej znanych katedr w mieście, drugą jest starsza, anglikańska, katedra św. Tomasza Apostoła. Inne katedry w mieście to jakobicka i syromalankarska.
Ponadto, istnieją co najmniej dwa inne budynki, które, choć nie są katedrami, były powszechnie uznawane jako prokatedry partii Padroado biskupa Daman, który rezydował zazwyczaj w portugalskiej rządowej Kaplicy Najświętszego Sakramentu w Middle Colaba - kościół św. Franciszka Ksawerego w Dabul i Kościół Matki Bożej Chwały (Nossa Senhora da Gloria) lub Kościół Chwały w Byculla.